# Kap Wallace
Kap Wallace ist ein Kap, welches den nordwestlichen Ausläufer von Low Island im Archipel der Südlichen Shetlandinseln bildet. Es liegt am nördlichen Ende der Limez-Halbinsel und markiert die nördliche Begrenzung der Smochevo Cove.
Der britische Seefahrer Henry Foster kartierte und benannte das Kap im Zuge seiner Antarktisexpedition mit der HMS Chanticleer (1827–1831). Der Namensgeber ist nicht überliefert. Der Name des Kaps erscheint seit dem 19. Jahrhundert auf Kartenmaterial und ist seither etabliert.